# 小行星12131
小行星12131（12131 Echternach）是一颗绕太阳运转的小行星，为主小行星带小行星。该小行星于1960年9月发现。

## 轨道参数
小行星12131的轨道半长轴为434 994 538 km（2.9077175 UA），离心率为0.022。